# Аэродинамический фокус
Аэродинами́ческий фо́кус тела, обтекаемого потоком — точка, относительно которой (при симметричной обдувке) суммарный момент аэродинамических сил имеет постоянную величину, не зависящую от угла атаки, иначе говоря — точка приложения вектора прироста подъёмной силы, вызванного изменением угла атаки.